# Sarmatia incurvata
Sarmatia incurvata là một loài bướm đêm trong họ Erebidae.